# Naisten Vaahteraliiga 2020
La Naisten Vaahteraliiga 2020 è la 23ª edizione del campionato di football americano di primo livello femminile, organizzato dalla SAJL.
Il 12 marzo è stato annunciato il rinvio dell'inizio del campionato a causa della pandemia di COVID-19 del 2019-2021.

## Squadre partecipanti
| Club                | Città    | Stadio | Sponsor ufficiale | Risultato nella stagione 2019 |
| ------------------- | -------- | ------ | ----------------- | ----------------------------- |
| Helsinki Wolverines | Helsinki |        |                   |                               |
| Kuopio Steelers     | Kuopio   |        |                   |                               |
| Tampere Saints      | Tampere  |        |                   |                               |
| Turku Trojans       | Turku    |        |                   |                               |
| West Coast Phoenix  | Raisio   |        |                   |                               |

## Stagione regolare

### Calendario

#### Organizzazione pre-pandemia

##### 1ª giornata
| 16-17 maggio 2020 | Turku Trojans | – | Kuopio Steelers |  |

| 16-17 maggio 2020 | Tampere Saints | – | West Coast Phoenix |  |

##### 2ª giornata
| 23-24 maggio 2020 | Kuopio Steelers | – | Helsinki Wolverines |  |

| 23-24 maggio 2020 | Turku Trojans | – | Tampere Saints |  |

##### 3ª giornata
| 6-7 giugno 2020 | Helsinki Wolverines | – | West Coast Phoenix |  |

| 6-7 giugno 2020 | Tampere Saints | – | Kuopio Steelers |  |

##### 4ª giornata
| 13-14 giugno 2020 | Helsinki Wolverines | – | Turku Trojans |  |

| 13-14 giugno 2020 | Kuopio Steelers | – | West Coast Phoenix |  |

##### 5ª giornata
| 27-28 giugno 2020 | Helsinki Wolverines | – | Tampere Saints |  |

| 27-28 giugno 2020 | West Coast Phoenix | – | Turku Trojans |  |

##### 6ª giornata
| 4-5 luglio 2020 | Kuopio Steelers | – | Turku Trojans |  |

| 4-5 luglio 2020 | West Coast Phoenix | – | Tampere Saints |  |

##### 7ª giornata
| 11-12 luglio 2020 | Helsinki Wolverines | – | Kuopio Steelers |  |

| 11-12 luglio 2020 | Tampere Saints | – | Turku Trojans |  |

##### 8ª giornata
| 25-26 luglio 2020 | West Coast Phoenix | – | Helsinki Wolverines |  |

| 25-26 luglio 2020 | Kuopio Steelers | – | Tampere Saints |  |

##### 9ª giornata
| 1º-2 agosto 2020 | Tampere Saints | – | Helsinki Wolverines |  |

| 1º-2 agosto 2020 | Turku Trojans | – | West Coast Phoenix |  |

##### 10ª giornata
| 8-9 agosto 2020 | Turku Trojans | – | Helsinki Wolverines |  |

| 8-9 agosto 2020 | West Coast Phoenix | – | Kuopio Steelers |  |

#### Organizzazione post-pandemia
A seguito della pandemia  e del ritiro delle Kuopio Steelers la stagione regolare è stata riorganizzata su 6 incontri di sola andata.

##### 1ª giornata
| Turku 25 luglio 2020, ore 13:30 | Turku Trojans | 41 – 6 (0-6 13-0 14-0 14-0) referto | Tampere Saints | Yläkenttä (210 spett.)\| Arbitro: \| J. Kalevo \| |
| Arbitro:                        | J. Kalevo     |                                     |                |                                                   |

| Helsinki 25 luglio 2020, ore 15:30 | Helsinki Wolverines | 37 – 0 (14-0 2-0 15-0 6-0) referto | West Coast Phoenix | Brahenkenttä (189 spett.)\| Arbitro: \| H. Toijala \| |
| Arbitro:                           | H. Toijala          |                                    |                    |                                                       |

##### 2ª giornata
| Helsinki 1º agosto 2020, ore 17:00 | Helsinki Wolverines | 14 – 0 (0-0 7-0 7-0 0-0) referto | Turku Trojans | Brahenkenttä (186 spett.)\| Arbitro: \| V. Lamminsalo \| |
| Arbitro:                           | V. Lamminsalo       |                                  |               |                                                          |

| Raisio 2 agosto 2020, ore 16:00 | West Coast Phoenix | 6 – 13 (0-7 6-0 0-6 0-0) referto | Tampere Saints | Kerttulan urheilukenttä (150 spett.)\| Arbitro: \| R. Suojanen \| |
| Arbitro:                        | R. Suojanen        |                                  |                |                                                                   |

##### 3ª giornata
| Tampere 15 agosto 2020, ore 12:00 | Tampere Saints | 14 – 0 (0-0 6-0 0-0 8-0) referto | Helsinki Wolverines | Pyynikin urheilukenttä (295 spett.)\| Arbitro: \| Lindroos \| |
| Arbitro:                          | Lindroos       |                                  |                     |                                                               |

| Turku 17 agosto 2020, ore 18:00 | Turku Trojans | 49 – 6 (14-6 7-0 14-0 14-0) referto | West Coast Phoenix | Yläkenttä (335 spett.)\| Arbitro: \| J. Bruun \| |
| Arbitro:                        | J. Bruun      |                                     |                    |                                                  |

### Classifica
La classifica della regular season è la seguente:
- PCT = percentuale di vittorie, G = partite giocate, V = partite vinte,  P = partite perse, PF = punti fatti, PS = punti subiti

| Pos. | Squadra             | PCT  | G | V | N | P | PF | PS |
| ---- | ------------------- | ---- | - | - | - | - | -- | -- |
| 1    | Tampere Saints      | .667 | 3 | 2 | 0 | 1 | 33 | 47 |
| 2    | Helsinki Wolverines | .667 | 3 | 2 | 0 | 1 | 51 | 14 |
| 3    | Turku Trojans       | .667 | 3 | 2 | 0 | 1 | 90 | 26 |
| 4    | West Coast Phoenix  | .000 | 3 | 0 | 0 | 3 | 12 | 99 |
| -    | Kuopio Steelers     | -    | - | - | - | - | -  | -  |

## Playoff

### Tabellone
|  | Semifinali | Semifinali          | Semifinali |                     |    | XXIII Finale    | XXIII Finale       | XXIII Finale    |  |
|  |            |                     |            |                     |    |                 |                    |                 |  |
|  | 1          | Tampere Saints      | 26         |                     |    |                 |                    |                 |  |
|  | 1          | Tampere Saints      | 26         |                     |    |                 |                    |                 |  |
|  | 4          | West Coast Phoenix  | 20         |                     |    |                 |                    |                 |  |
|  | 4          | West Coast Phoenix  | 20         |                     | 1  | Tampere Saints  | 0                  |                 |  |
|  |            |                     |            |                     | 1  | Tampere Saints  | 0                  |                 |  |
|  |            |                     | 2          | Helsinki Wolverines | 28 |                 |                    |                 |  |
|  | 2          | Helsinki Wolverines | 2          | Helsinki Wolverines | 28 | 14              |                    |                 |  |
|  | 2          | Helsinki Wolverines |            |                     |    | 14              |                    |                 |  |
|  | 3          | Turku Trojans       | 6          |                     |    | Finale 3º posto | Finale 3º posto    | Finale 3º posto |  |
|  | 3          | Turku Trojans       | 6          |                     |    |                 |                    |                 |  |
|  |            |                     |            |                     |    |                 |                    |                 |  |
|  |            |                     |            |                     |    | 4               | West Coast Phoenix | 12              |  |
|  |            |                     |            |                     |    | 4               | West Coast Phoenix | 12              |  |
|  |            |                     |            |                     |    | 3               | Turku Trojans      | 35              |  |

### Semifinali
| Tampere 22 agosto 2020, ore 14:00 | Tampere Saints | 26 – 20 (0-0 20-6 6-6 0-8) referto | West Coast Phoenix | Pyynikin urheilukenttä (216 spett.)\| Arbitro: \| H. Toijala \| |
| Arbitro:                          | H. Toijala     |                                    |                    |                                                                 |

| Helsinki 22 agosto 2020, ore 15:31 | Helsinki Wolverines | 14 – 6 (0-0 8-0 0-6 6-0) referto | Turku Trojans | Brahenkenttä (104 spett.)\| Arbitro: \| V. Lamminsalo \| |
| Arbitro:                           | V. Lamminsalo       |                                  |               |                                                          |

### Finale 3º - 4º posto
| Turku 30 agosto 2020, ore 13:00 | Turku Trojans  | 35 – 12 (0-6 15-0 14-0 6-6) referto | West Coast Phoenix | Yläkenttä (250 spett.)\| Arbitro: \| J. Kalliokoski \| |
| Arbitro:                        | J. Kalliokoski |                                     |                    |                                                        |

### XXIII Finale
| Espoo 5 settembre 2020, ore 13:00 | Tampere Saints | 0 – 28 | Helsinki Wolverines | Leppävaaran urheilupuisto |

## Verdetti
- Helsinki Wolverines Campionesse della Finlandia 2020

## Marcatrici
Classifica aggiornata alla finalina.

| Giocatrice   | Sq.                 | TD rush | TD recv | TD int | TD p.ret | TD k.ret | TD oth | Xp1 | Xp2 | FG | Saf | Totale |
| ------------ | ------------------- | ------- | ------- | ------ | -------- | -------- | ------ | --- | --- | -- | --- | ------ |
| E. Karru     | West Coast Phoenix  | 1+5     | 0       | 0      | 0        | 0        | 0      | 0   | 0   | 0  | 0   | 36     |
| T. Kuusinen  | Helsinki Wolverines | 3       | 0       | 0      | 0        | 0        | 0      | 5+4 | 2   | 0  | 0   | 31     |
| 2 giocatrici | 30                  |         |         |        |          |          |        |     |     |    |     |        |
| J.J. Seiles  | Turku Trojans       | 0       | 4       | 0      | 0        | 0        | 0      | 0   | 2   | 0  | 0   | 28     |
| Pulkkinen    | Turku Trojans       | 2       | 0       | 0      | 0        | 0        | 0      | 13  | 0   | 0  | 0   | 25     |
| Ahonen       | Tampere Saints      | 0       | 3       | 0      | 0        | 0        | 0      | 1   | 0   | 0  | 0   | 19     |
| 3 giocatrici | 18                  |         |         |        |          |          |        |     |     |    |     |        |
| J. Valimaki  | Helsinki Wolverines | 0       | 2       | 0      | 0        | 0        | 0      | 0   | 0   | 0  | 0   | 12     |
| 2 giocatrici | 8                   |         |         |        |          |          |        |     |     |    |     |        |
| 4 giocatrici | 6                   |         |         |        |          |          |        |     |     |    |     |        |
| 2 giocatrici | 2                   |         |         |        |          |          |        |     |     |    |     |        |

- Miglior marcatrice della stagione regolare: Kaszas ( Turku Trojans), 30
- Miglior marcatrice dei playoff: E. Karru ( West Coast Phoenix), 30
- Miglior marcatrice della stagione: E. Karru ( West Coast Phoenix), 36

## Passer rating
Classifica aggiornata alla finalina.

La classifica tiene in considerazione soltanto le quarterback con almeno 10 lanci effettuati.
| Giocatrice     | Sq.                 | G   | Att    | Comp  | Int | Yds     | TD  | NFL   | NCAA   |
| -------------- | ------------------- | --- | ------ | ----- | --- | ------- | --- | ----- | ------ |
| J. Hakkarainen | Turku Trojans       | 3+2 | 61+60  | 27+30 | 2+0 | 356+258 | 6+3 | 82,41 | 119,19 |
| Räty           | Tampere Saints      | 3+1 | 49+13  | 18+4  | 2+0 | 321+70  | 3+2 | 63,39 | 103,80 |
| R. Sulin       | West Coast Phoenix  | 3+2 | 113+55 | 40+26 | 7+1 | 356+295 | 1+0 | 21,85 | 52,39  |
| P. Kosonen     | Helsinki Wolverines | 3+1 | 63+6   | 16+6  | 3+0 | 121+2   | 3+0 | 35,62 | 47,72  |
| Jansen         | West Coast Phoenix  | 1   | 1      | 0     | 1   | 0       | 0   |       |        |
| Kaszas         | Turku Trojans       | 0+1 | 0+1    | 0+0   | 0+0 | 0+0     | 0+0 |       |        |

- Miglior QB della stagione regolare: J. Hakkarainen ( Turku Trojans), 119,19